# Parasemia anomala
Parasemia anomala är en fjärilsart som beskrevs av Andreas Bergmann 1953. Parasemia anomala ingår i släktet Parasemia och familjen björnspinnare. Inga underarter finns listade i Catalogue of Life.